# Calicalicus madagascariensis
Il vanga codarossa (Calicalicus madagascariensis (Linnaeus, 1766)) è un uccello della famiglia Vangidae, endemico del Madagascar.